# Anders Strandberg
Anders Strandberg, född 1892, död 1963, var en svensk tenorsångare. Han framträdde 1925 hos Skådebanan, bland annat som Erik i Värmlänningarna men är mest känd som  andre tenor i Björlingkvartetten, som han tillhörde från 1935.  Han turnerade också i folkparkerna och i Finlan, samt medverkade vid Stockholms borgarskolas framföranden av äldre musikdramatiska verk. 
Anders Strandberg tillhörde musikersläkten Strandberg. Han var son till Max Strandberg (1854–1939) och bror till Olle Strandberg (1886–1971), båda sångare.

## Roller (urval)
| År   | Roll | Produktion                                                     | Regi           | Teater            |
| ---- | ---- | -------------------------------------------------------------- | -------------- | ----------------- |
| 1926 |      | Det hemliga giftermålet Domenico Cimarosa och Giovanni Bertati | Sven Lindström | Konserthusteatern |